# ヴァンサン・ローリニ
ヴァンサン・ローリニ（Vincent Laurini、1989年6月10日 - ）は、フランス・モゼル県ティオンヴィル出身のプロサッカー選手。パルマ・カルチョ1913所属。ポジションはDF。

## 経歴

### クラブ
CSスダン・アルデンヌの下部組織で育成されたが、トップ昇格は出来ずイタリアのアマチュアクラブと契約を結んだ。
2010年、4部リーグのカルピFCに移籍。移籍初年度でリーグ優勝を果たすと、2011年7月に改めて5年契約を結んだ。
2012年7月13日、セリエBのエンポリFCと4年契約を結んだ。カルピとの共同保有となる。2013年6月20日、共同保有契約が更新された。
2017年8月28日、ACFフィオレンティーナにレンタル移籍。レンタル料は40万ユーロで、160万ユーロでの買い取り義務が設定されている。
2019年7月8日、パルマ・カルチョ1913に移籍。

## タイトル
カルピ
- レガ・プロ・セコンダ・ディヴィジオーネ: 2011